# 坂本鹿名夫
坂本 鹿名夫（さかもと かなお、阪本 鹿名夫、1911年（明治44年）7月21日 - 1987年（昭和62年）5月29日）は、日本の建築家。円形建築にこだわり、その経済性、合理性を主張し、朝日町立朝日小学校（登録有形文化財）など円形校舎、円形病院など全国に100以上の円形建築を手がけた。

## 経歴
東京生まれ。父は阪本釤之助で、鹿児島県知事や名古屋市長を歴任したため、その頭文字を導入して鹿名夫と名付けられた。従兄に永井荷風、異母兄に高見順がいる。
東京工業大学建築学科に進学し、卒業研究でも円形の飛行場を設計している。大学卒業後の1937年（昭和12年）、大倉土木（現・大成建設）に就職。戦時中は海軍に入隊し技術将校を経て、戦後会社に復職するが、1954年（昭和29年）大成建設を退職し、建築綜合計画研究所を設立し社長に就任。同年の国立国会図書館建築競技設計で入選。1962年、坂本鹿名夫建築研究所を設立。

## 代表作

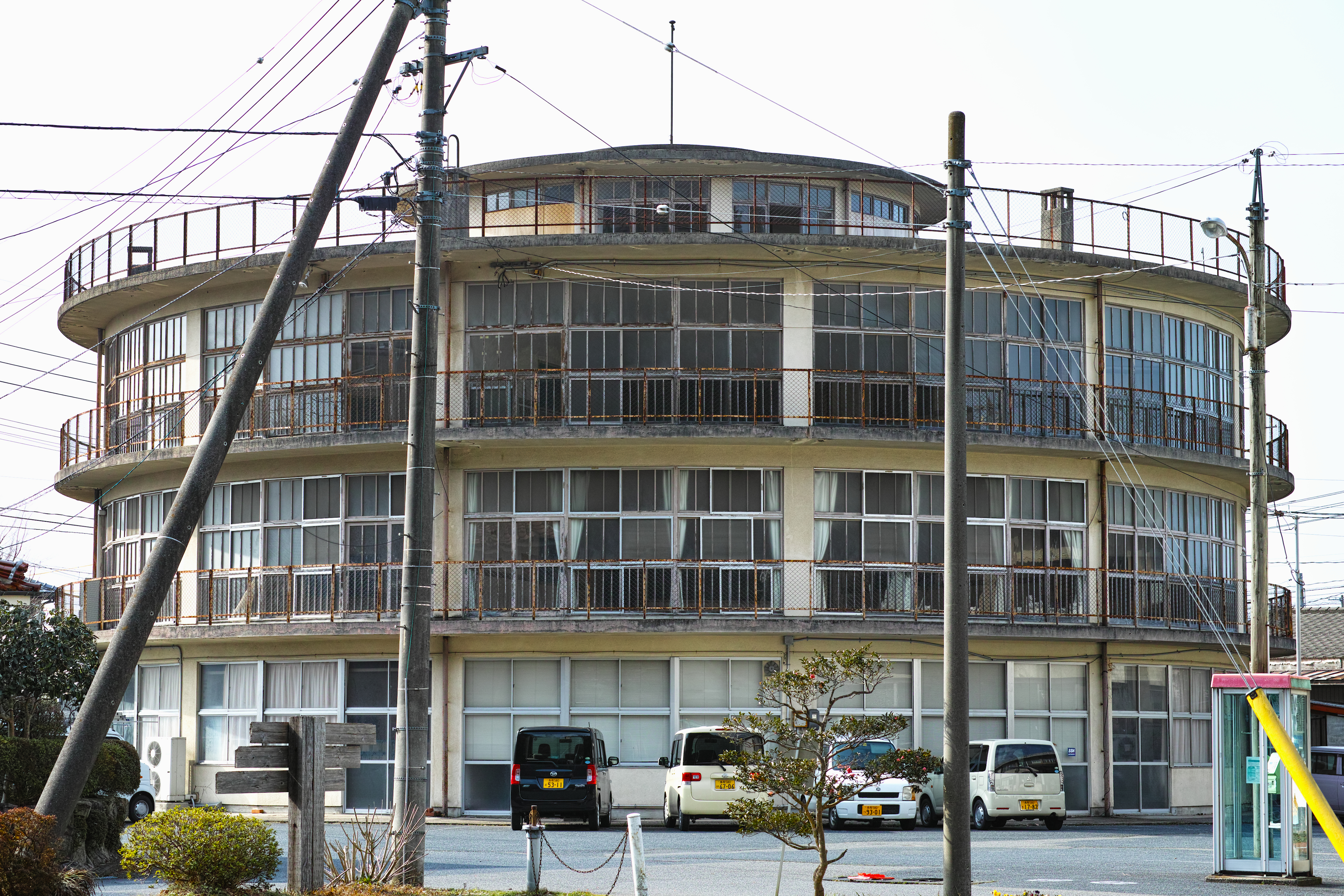
円形劇場くらよしフィギュアミュージアム（旧・倉吉市立明倫小学校）
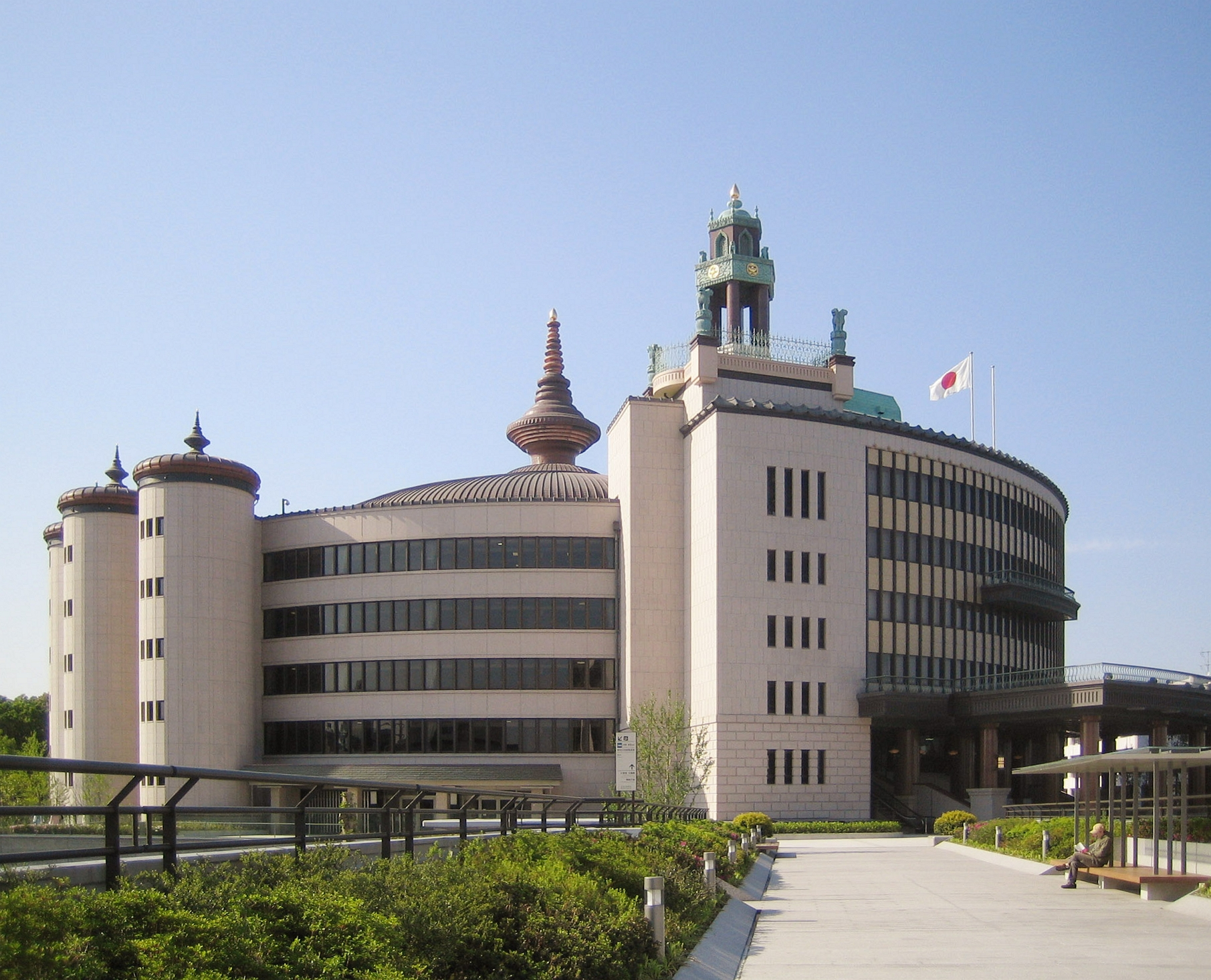
立正佼成会大聖堂
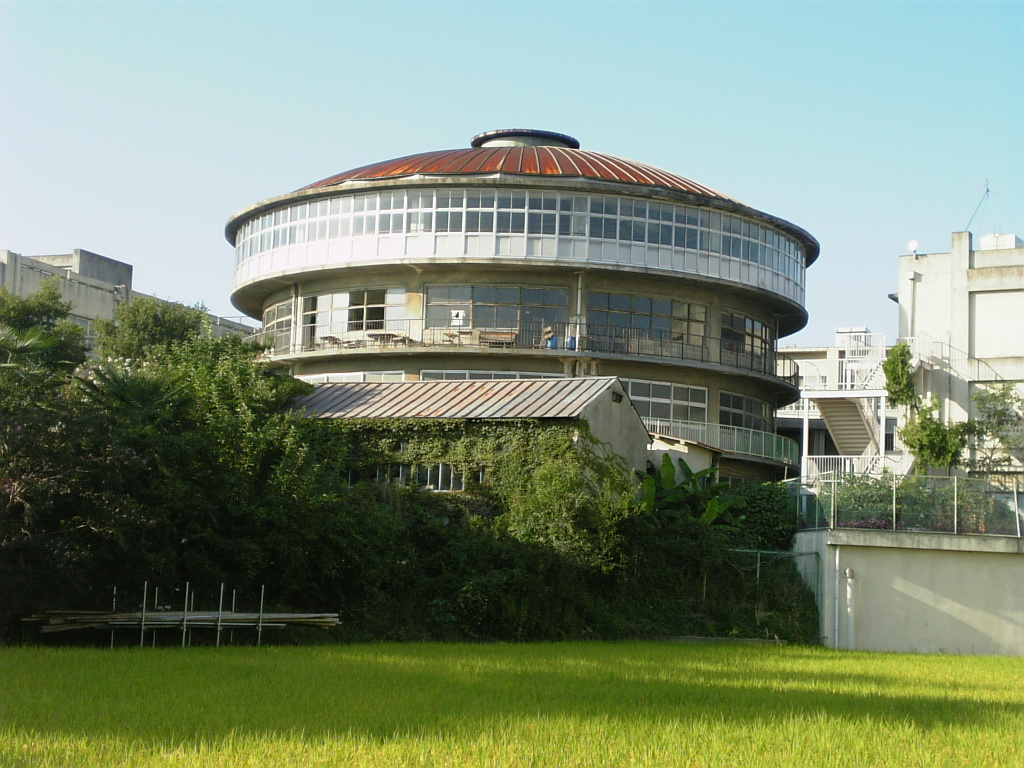
羽曳野市立誉田中学校
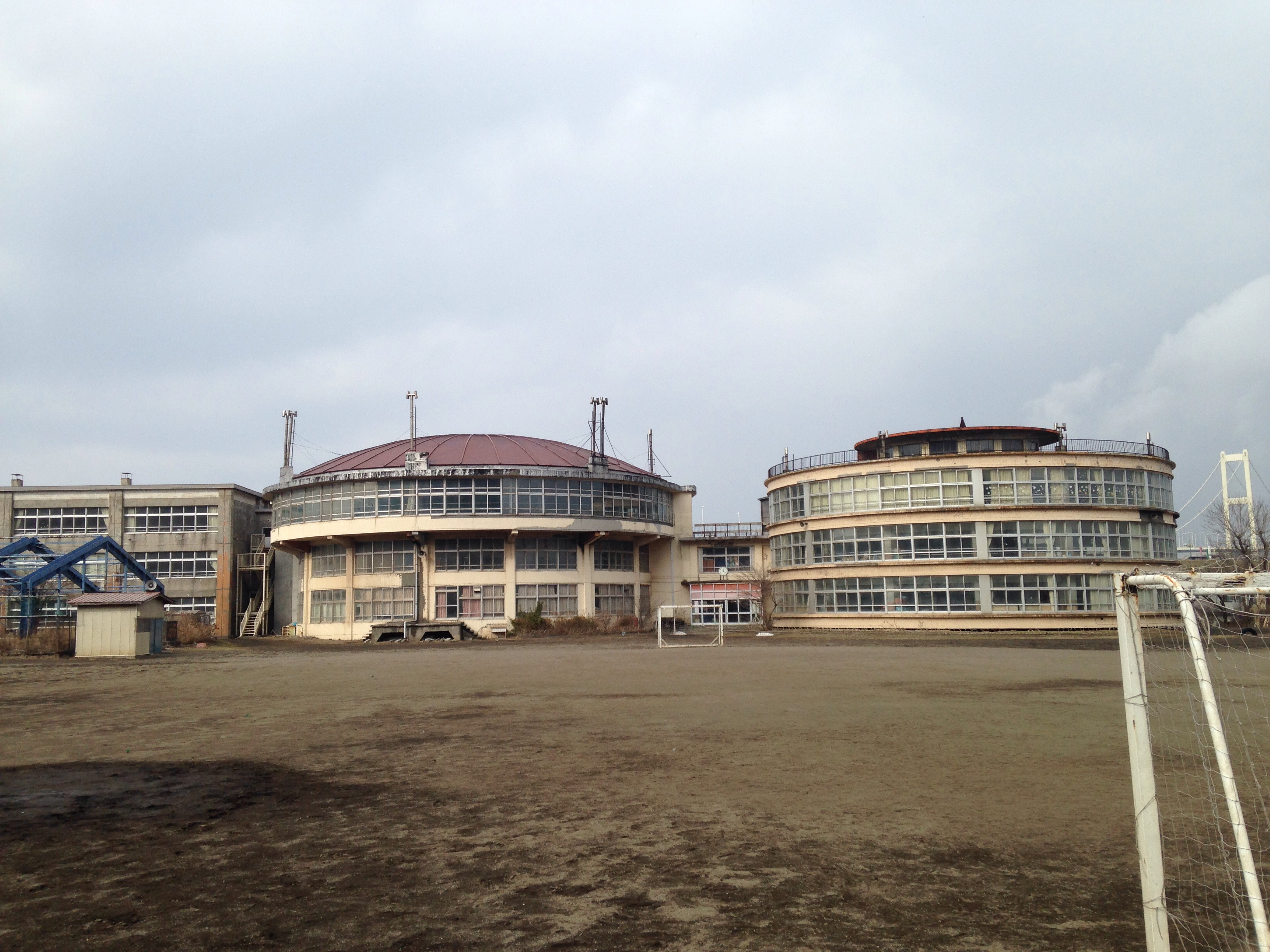
室蘭市立絵鞆小学校
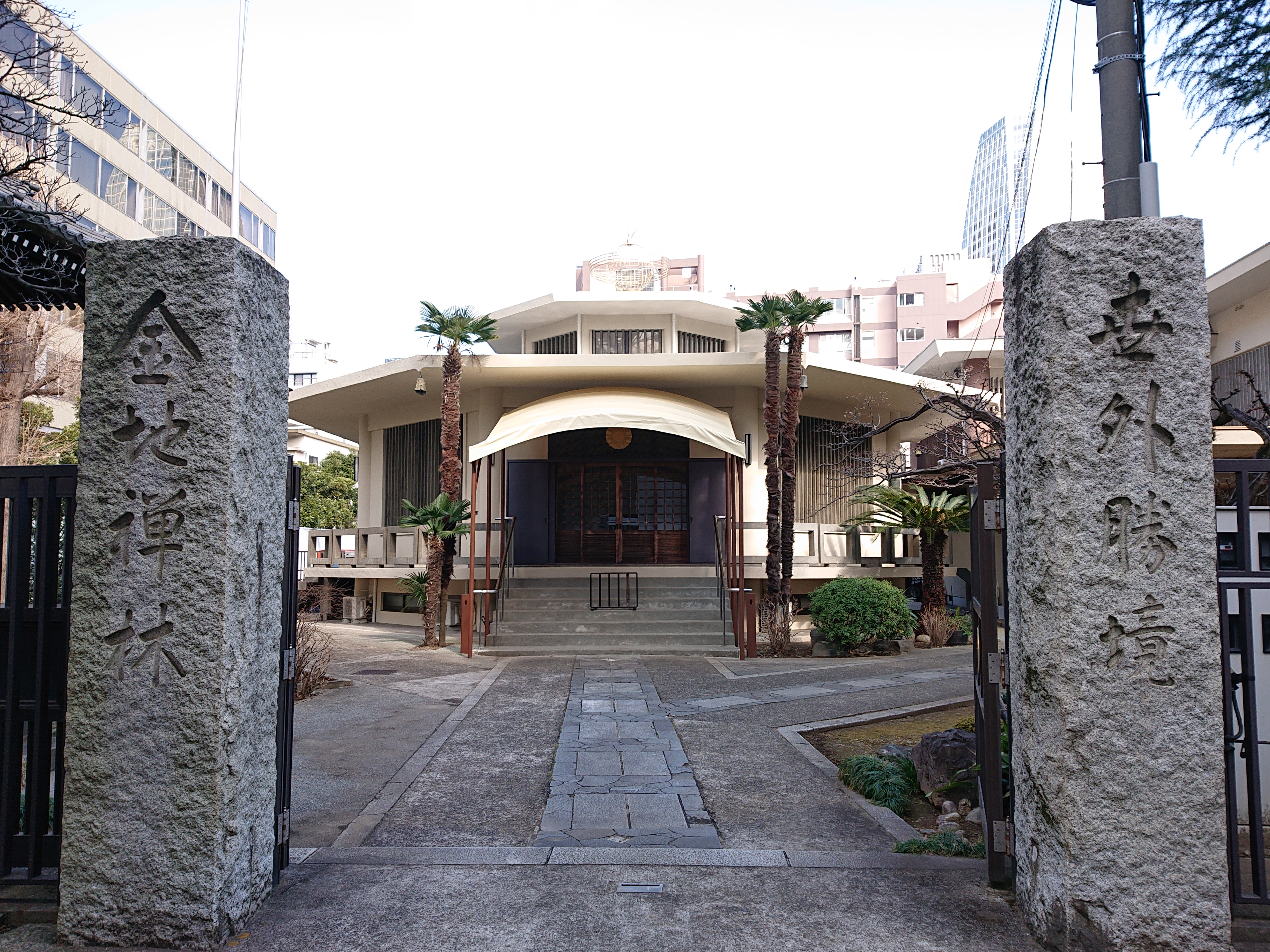
金地院本堂
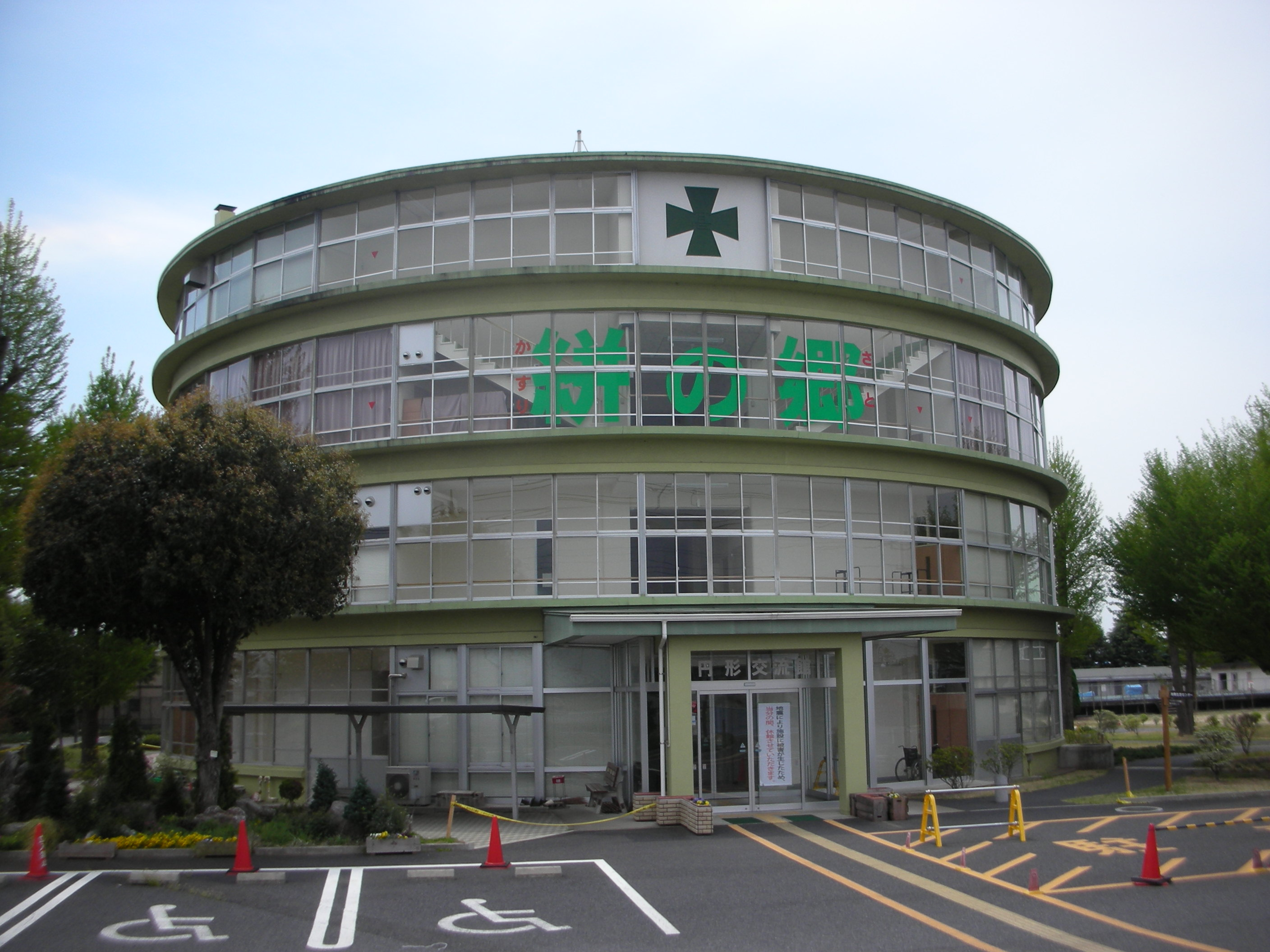
絣の郷交流館（旧・伊勢崎市立伊勢崎女子高等学校）

- 金城高等学校（現遊学館高等学校）（1952年、大成建設在職時、石川県金沢市）
- 金地院本堂（1954年、東京都港区）
- 武蔵野市立武蔵野三鷹地区保健衛生組合伝染病棟[3]（1955年、東京都武蔵野市）
- 医療法人横浜赤十字看護婦宿舎（1955年、神奈川県横浜市）
- あやめ池松竹少女歌劇円形大劇場（1955年、奈良県奈良市）
- 医療法人武蔵野赤十字高等看護学院（1955年、東京都武蔵野市）
- 医療法人武蔵野赤十字看護婦宿舎（1955年、東京都武蔵野市
- 立正交成会大聖堂（1956年、東京都杉並区）
- 市立室蘭病院伝染病棟（1956年、北海道室蘭市）
- 神戸市立摩耶小学校分校（1955年、兵庫県神戸市）
- 八尾市立病院伝染病棟（1957年、大阪府八尾市）
- 医療法人葛飾赤十字産院（1957年、東京都葛飾区）
- 医療法人武蔵野赤十字病院診察棟（1957年、東京都武蔵野市）
- 総合天然温泉ビル（1957年、神奈川県横浜市）
- 恩賜財団母子愛育会（1957年、東京都港区）
- 医療法人北品川病院看護婦宿舎（1957年、東京都品川区）
- 旭電化研究所（1957年、東京都荒川区）
- 八尾市立病院看護婦宿舎（1957年、大阪府八尾市）
- 八尾市立八尾市民ホール（1957年、大阪府八尾市）
- 田尻町庁舎（1957年、宮城県田尻町）[4]
- 北海道厚生農連遠軽厚生病院（1957年、北海道遠軽町）
- 医療法人武蔵野赤十字看護婦宿舎（1958年、東京都武蔵野市）
- 新潟県立加茂病院看護婦宿舎（1958年、新潟県加茂市）
- 小浜市立小浜図書館（1959年、福井県小浜市）
- 小金井市旧公会堂（1964年）[5]
- 江刺市庁舎（1960年）
- 平家と同じ高さで2階をつくつた家[6]
- 大阪芸術大学短期大学部 大阪学舎 2号館[7]
- 東京経済大学合併教室[8]
- 富士見中学校・高等学校（1954年、東京都練馬区）
- 鹿屋市立鹿屋小学校（1954年、鹿児島県鹿屋市）
- 倉吉市立明倫小学校（1955年、鳥取県倉吉市）[9][10]DOCOMOMO JAPAN選定 日本におけるモダン・ムーブメントの建築選定[11]。
- 飯田市立浜井場小学校（1955年、長野県飯田市）[12]
- 小倉市立第二菊陵中学校（1955年、福岡県小倉市）
- 岡山市立旭中学校（1955年、岡山県岡山市）
- 西宮市立今津中学校（1955年、兵庫県西宮市）[13]
- 交成学園中学校・高等学校（1955年、東京都杉並区）
- 学校法人帝塚山学園（第一期）（1955年、奈良県奈良市
- 熊本女子商業高等学校（1955年、熊本県熊本市）
- 温泉町立温泉町小学校（1955年、兵庫県温泉町）
- 四天王寺中学校・高等学校（第一期）（1956年、大阪府大阪市）
- 清風中学校・高等学校（1956年、大阪府大阪市）
- 習志野市立津田沼小学校（第一期）（1956年、千葉県習志野市）
- 江別市立江別小学校（1956年、北海道江別市）
- 学校組合誉田中学校（1956年、大阪府羽曳野市）
- 北陽商業高等学校（1956年、大阪府大阪市）
- 幌加内町立朱鞠内小学校（1956年、北海道幌加内町）
- 小樽市立石山中学校（1956年、北海道小樽市）
- 神戸市立布引中学校（1956年、兵庫県神戸市）
- 高崎市立高崎女子高等学校（現・新島学園短期大学研究棟、1956年、群馬県高崎市）[14][15][16]
- 日高町立日高中学校（1956年、和歌山県日高町）
- 交成学園白梅中学校・高等学校（1957年、東京都杉並区）
- 群馬県立高崎女子高等学校体育館（1957年、群馬県高崎市）
- 神戸市立東山小学校（1957年、兵庫県神戸市）
- 八尾市立曙川中学校（1957年、大阪府八尾市
- 八尾市立南山本小学校（1957年竣工／ 2014年 建替）
- 学校法人帝塚山学園（第二期）（1957年、奈良県奈良市
- 習志野市立津田沼小学校（第二期）（1957年、千葉県習志野市
- 学校法人目白学園（1957年、東京都新宿区）
- 学校法人明倫学園（第一期）（1957年、神奈川県横浜市）[17]
- 伊勢崎市立伊勢崎女子高等学校（1957年、群馬県伊勢崎市）
- 加古川市立川西小学校（1957年、兵庫県加古川市）
- 木古内町立木古内小学校（第一期）（1957年、北海道木古内町）
- 吉備町立御霊小学校（1957年、和歌山県吉備町）
- 白峰村立桑島小学校（1957年、石川県白峰村）
- 関東商工高等学校（1957年、東京都江戸川区）
- 神戸市立西須磨小学校分校（1957年、兵庫県神戸市）
- 梅花中学校・高等学校（1958年、大阪府豊中市、第8回豊中市都市デザイン賞[18]）
- 照国商業高等学校（1958年、鹿児島県鹿児島市）
- 学校法人宮崎学園（1958年、宮崎県宮崎市）
- 大阪商業大学附属高等学校（1958年、大阪府東大阪市）
- 学校法人明倫学園（第二期（1958年、神奈川県横浜市、横浜清風高等学校円形講堂、[10]DOCOMOMO JAPAN選定 日本におけるモダン・ムーブメントの建築選定[11]）
- 宝塚市立宝塚第一小学校（1958年、兵庫県宝塚市）
- 浪速短期大学（1958年、大阪府大阪市）
- 室蘭市立絵鞆小学校（第一期）（1958年、北海道室蘭市）
- 木古内町立木古内小学校（第二及三期）（1958年、北海道木古内町）
- 小浜市立小浜小学校（第一期）（1958年、福井県小浜市）
- 横浜市立日吉台小学校分校（1958年、神奈川県横浜市）
- 大湊町立大湊小学校（1958年、青森県大湊町）
- 横浜市立蒔田小学校（1958年、神奈川県横浜市）
- 松尾町立松尾中学校（1958年、千葉県松尾町）
- 鳥羽市立鳥羽中学校（1959年、三重県鳥羽市）
- 桜丘女子商業高等学校（1959年、東京都北区）
- 室蘭市立絵鞆小学校（第二期）（1959年、北海道室蘭市）[19][20]
- 尼崎市立浦風小学校（1960年竣工／ 2015 年建替）
- 奥州市立梁川小学校（1962年、岩手県奥州市）[21]
- 原子力平和利用博覧会円形劇場[22]（1956年）
- 大阪産業大学東部キャンパス3号館（1964年竣工）
- 村上市郷土資料館「おしゃぎり会館」（1977年）[23]

## 参考
- 『円形建築』にみる建築家・坂本鹿名夫の設計理念と建築メディアの評価
- 旧明倫小学校円形校舎の保存活用を望む会 (enjoinus) - Facebook
- 円形建築 : 坂本鹿名夫作品集 建築綜合計画研究所編 日本学術出版社, 1959.10
- 円形平面を基本とした現代日本の建築作品における設計根拠